# Rescatistas
Rescatistas fue una serie de televisión dramática de aventura argentina creada por Martín Subirá y emitida por la TV Pública. La serie gira en torno a un equipo de rescate que tiene como tarea salvar a distintas personas, cuyas vidas están en peligro en las montañas de Santa Cruz. Estuvo protagonizada por Ivo Cutzarida, Gastón Ricaud, Leonardo Proverbio, Cecilia Clemenz y Claudio Millalonco. Fue estrenada el martes 28 de mayo de 2013 y finalizó el jueves 13 de junio del mismo año.
En enero del 2014, se informó que la serie había sido renovada para una segunda temporada, sin embargo, en junio de ese año se comunicó su cancelación debido a la falta de financiamiento económico por parte del INCAA.

## Sinopsis
César (Ivo Cutzarida), es el jefe de una brigada voluntaria de rescates de las altas montañas en El Chaltén, que deberá guiar a su equipo en cada misión que aparrezca, donde arriesgarán sus vidas e intentarán traer de vuelta a los turistas, científicos, esquiadores, campistas, escaladores, lugareños y extranjeros que decidieron emprender una aventura en la naturaleza salvaje de las montañas. Sin embargo, este grupo deberá lidiar con las autoridades del pueblo, ya que algunos no quieren que ellos trabajen voluntariamente, sino que tienen planes para poner una empresa privada que los reemplacen.

## Elenco

### Principal
- Ivo Cutzarida como César Vásquez
- Gastón Ricaud como René Chávez
- Leonardo Proverbio como Juan Manuel Farías
- Cecilia Clemenz como Leonor Tressa
- Claudio Millalonco como José Rancuiche

### Recurrente
- Damián Canducci como Alberto Solís
- Arístides Aieta como Ferrari

### Invitados
- Fernando Desmonts como Miguel Ángel Solís
- Rafael Lim como Rafael
- Lucas Fava como Lucas
- Ana Fernández Borsot como Ana
- Luciano Cortez como Lucho
- Omar Baigorria como Andrés
- Carlos Zoratti como Carlos
- Paola Viggiano como Pupi
- Fitz Roy Madsen como Marcos Ray
- Marcelo Avendaño como Astro
- Yamila Cachero como Silvia
- Fidel Martínez Guirado como Joaquín Matienzo
- Héctor Soto Nieto como Flavio
- Gonzalo Bucarey como Matías
- Gustavo Minotti como Nestor
- Cintia Percivati como Cintia
- Juan Pablo Collado como Juan
- Adrián Vázquez como Ignacio Renaggi
- Andrés Fernández Cabral como Norberto Renaggi
- Mónica Judith Tocci como Nuria
- Horacio Graton como "El Turco" Luque
- Claudio Andrade como Gustavo
- Rosemary Muo como Rose
- Marianus Link como Willy
- Germán Gagna como "Chupetín"
- Emiliano Criado como "Soda"

## Episodios
| N.º | Título             | Dirigido por  | Escrito por   | Fecha de emisión original | Audiencia (millones) |
| --- | ------------------ | ------------- | ------------- | ------------------------- | -------------------- |
| 1   | «Ceguera temporal» | Martín Subirá | Martín Subirá | 28 de mayo de 2013        | 1.3                  |
| 2   | «Glaciólogos»      | Martín Subirá | Martín Subirá | 29 de mayo de 2013        | 1.1                  |
| 3   | «Avalancha»        | Martín Subirá | Martín Subirá | 30 de mayo de 2013        | —                    |
| 4   | «Colgados»         | Martín Subirá | Martín Subirá | 4 de junio de 2013        | 0.7                  |
| 5   | «Sangre mapuche»   | Martín Subirá | Martín Subirá | 5 de junio de 2013        | 0.9                  |
| 6   | «Padre e hijo»     | Martín Subirá | Martín Subirá | 6 de junio de 2013        | 1.0                  |
| 7   | «Amigos»           | Martín Subirá | Martín Subirá | 11 de junio de 2013       | —                    |
| 8   | «El falso guía»    | Martín Subirá | Martín Subirá | 13 de junio de 2013       | 0.9                  |

## Producción
El proyecto fue ideado por el cineasta santacruceño Martín Subirá, que recibió luz verde para su desarrollo cuando se convirtió en el ganador del concurso federal del "Plan Operativo de Promoción y Fomento a los Contenidos Audiovisuales Digitales 2011" organizado por el INCAA, el Ministerio de Planificación Federal, Inversión Pública y Servicios, la Universidad Nacional de General San Martín y la TDA (Televisión Digital Abierta) por la región de la Patagonia, la Islas Malvinas y la Antártida. La serie fue escrita en 8 capítulos con una duración entre 25 y 31 minutos cada uno en formato HD. En abril de 2012, se informó que el rodaje comenzó en el municipio de El Chaltén ubicado en la provincia de Santa Cruz, debido al ambiente natural que la rodea y finalizó en junio del mismo año.
En relación con el casting, se comunicó que Ivo Cutzarida y Gastón Ricaud fueron elegidos para interpretar a los personajes principales, siendo acompañados por Leonardo Proverbio oriundo de Bariloche, Cecilia Clemenz oriunda de El Chaltén y Claudio Millalonco oriundo de Río Gallegos, tres actores rionegrino y santacruceños respectivamente.

## Recepción

### Comentarios de la crítica
Ricardo Marín del diario La Nación calificó a la serie como «buena», escribiendo que en las primeras escenas de Rescatistas se destaca «la calidad de realización del programa» y «sobre todo de las escenas de riesgo». Asimismo, comentó que la ficción «cuenta un universo poblado de ricas historias personales», pero que el único inconveniente es que «el dramatismo de las historias no llega a conmover lo suficiente».

### Premios y nominaciones
| Lista de premios y nominaciones | Lista de premios y nominaciones         | Lista de premios y nominaciones | Lista de premios y nominaciones                | Lista de premios y nominaciones | Lista de premios y nominaciones | Lista de premios y nominaciones |
| Año                             | Organización                            | Categoría                       | Nominado/a (s)                                 | Resultado                       | Ref(s)                          |                                 |
| ------------------------------- | --------------------------------------- | ------------------------------- | ---------------------------------------------- | ------------------------------- | ------------------------------- | ------------------------------- |
| 2014                            | Premios Nuevas Miradas en la Televisión | Mejor Serie                     | Rescatistas                                    | Nominado                        | [ 18 ] [ 19 ]                   |                                 |
| 2014                            | Premios Nuevas Miradas en la Televisión | Mejor Dirección                 | Martín Subirá                                  | Nominado                        | [ 18 ] [ 19 ]                   |                                 |
| 2014                            | Premios Nuevas Miradas en la Televisión | Mejor Producción                | Productores                                    | Nominados                       | [ 18 ] [ 19 ]                   |                                 |
| 2014                            | Premios Nuevas Miradas en la Televisión | Mejor Actriz Revelación         | Cecilia Clemenz                                | Ganadora                        | [ 18 ] [ 19 ]                   |                                 |
| 2014                            | Premios Nuevas Miradas en la Televisión | Mejor Diseño de Sonido          | Martín Vaisman, Paulo Gallego y Gustavo Maciel | Nominados                       | [ 18 ] [ 19 ]                   |                                 |
| 2014                            | Premios Nuevas Miradas en la Televisión | Mejor Fotografía                | Pablo González Galetto                         | Nominado                        | [ 18 ] [ 19 ]                   |                                 |